# František Malý
František Malý (* 13. dubna 1950) byl český a československý politik Komunistické strany Československa, poslanec Sněmovny lidu Federálního shromáždění za normalizace.

## Biografie
K roku 1981 se profesně uvádí jako hlavní ekonom JZD.
Ve volbách roku 1981 zasedl do Sněmovny lidu (volební obvod č. 91 - Brno-venkov, Jihomoravský kraj). Mandát obhájil ve volbách roku 1986 (obvod Brno-venkov). Ve Federálním shromáždění setrval do konce funkčního období, tedy do svobodných voleb roku 1990. Netýkal se ho proces kooptací do Federálního shromáždění po sametové revoluci.